# Orthoraphis
Orthoraphis là một chi bướm đêm thuộc họ Crambidae.